# Aziridină
Aziridina (denumită și etilenimină sau azaciclopropan) este cel mai simplu compus heterociclic cu azot, fiind alcătuită dintr-o grupă amină (-NH-) legată de două punți metilenice (-CH
2-). Prezintă formula moleculară C
2H
5N. Aziridinele sunt derivații acestui compus.

## Obținere

### Din epoxizi
O metodă de obținere a etileniminei implică o etapă de deciclizare a unui epoxid, realizată cu azidă de sodiu, urmată de o reacție de reducere a azidei cu trifenifosfină (etapă în care se elimină și azot gazos):
O altă metodă implică o deciclizare a unui epoxid cu amine, etapă urmată de o reacție de ciclizare de tip reacție Mitsunobu.

### Din oxime
Reacția de sinteză Hoch-Campbell este reacția unor oxime cu reactivi Grignard: